# Invasion Planète X
Série Showa
Ghidrah, le monstre à trois têtes
(1964) Ebirah contre Godzilla
(1966)
Pour plus de détails, voir Fiche technique et Distribution.
Invasion Planète X (怪獣大戦争, Kaijū daisensō) est un film japonais réalisé par Ishirō Honda, sorti en 1965.

## Synopsis
Dans les années 1960, Fuji et Glenn, deux astronautes, atteignent la surface de la planète X. Sur place, ils rencontrent les Ixiens. Ceux-ci sont aux prises avec King Ghidorah, le destructeur de planètes, qui a attaqué la Terre des années auparavant. Pour le combattre, les Ixiens demandent aux Terriens de leur prêter Godzilla et Rodan.

## Fiche technique
- Titre : Invasion Planète X
- Titre original : 怪獣大戦争 (Kaijū daisensō)
- Titre anglais : Invasion of Astro-Monster
- Réalisation : Ishirō Honda
- Scénario : Shinichi Sekizawa
- Photographie : Hajime Koizumi
- Musique : Akira Ifukube
- Production : Tomoyuki Tanaka
- Sociétés de distribution : Tōhō (Japon) ; « les films Marbeuf » puis par « Audifilm » pour la réédition (France)
- Pays d'origine : Japon
- Langue : japonais, anglais
- Format : Couleurs (Eastmancolor) - 2,35:1 (Tohoscope) - Mono - 35 mm
- Genre : Science-fiction, action, kaijū eiga
- Durée : 94 minutes
- Dates de sortie : 
  -  Japon : 19 décembre 1965
  -  France : 28 décembre 1966
  -  États-Unis : juillet 1970

## Distribution
- Nick Adams : l'astronaute Glenn 
  - Gorō Naya : l'astronaute Glenn (voix)
- Akira Takarada : l'astronaute Fuji
- Kumi Mizuno : Mlle. Namikawa
- Yoshio Tsuchiya : le contrôleur de la Planète X
- Jun Tazaki : Dr. Sukurai
- Akira Kubo : Tetsuo Teri
- Shoichi Hirose : King Ghidorah
- Masaki Shinohara : Rodan
- Haruo Nakajima : Godzilla

## Commentaires
Le film est sorti aux États-Unis cinq ans après sa sortie au Japon, soit deux ans après le suicide de Nick Adams. En France, il est édité en VHS en version française en 1982 par Topolis Vidéo et D.E.C. puis en VOSTF en 1997 par HK Vidéo.